# Marcelo (football, 1975)
Pour les articles homonymes, voir Marcelo.
Marcelo Miguel Pelissari dit Marcelo est un footballeur brésilien né le 20 août 1975.